# Cap de la Guàrdia
El Cap de la Guàrdia és una muntanya de 1.875 metres que es troba al municipi de la Vansa i Fórnols, a la comarca de l'Alt Urgell.